# ماركوس جيلابيرت
ماركوس جيلابيرت (بالإسبانية: Marcos Gelabert)‏ (16 سبتمبر 1981 بنوتنغهام في المملكة المتحدة - ) هو لاعب كرة قدم أرجنتيني في مركز الوسط. لعب مع إستوديانتيس دي لا بلاتا وتيغري ونادي بازل ونادي سانت غالن ونادي نوشاتل زاماكس وسان مارتين دي سان خوان.

## وصلات خارجية
- ماركوس جيلابيرت على موقع قاعدة بيانات كرة القدم.إي يو (الإنجليزية)
- ماركوس جيلابيرت على موقع Soccerway.com (الإنجليزية)
- ماركوس جيلابيرت على موقع عالم كرة القدم.نت (الإنجليزية)